# Mu Guiying
Mu Guiying (穆桂英) è un'eroina leggendaria dell'antica dinastia Song cinese settentrionale e una figura di spicco nelle leggende dei generali della famiglia Yang. È la moglie di Yang Zongbao e la madre di Yang Wenguang. Coraggiosa, risoluta e leale, Mu rappresenta il simbolo culturale di donna risoluta.

## Leggenda
Mu Guiying praticava le arti marziali sin dalla tenera età sotto la guida dell padre bandito Mu Yu (穆 羽) che governava la fortezza di Muke (穆柯 寨). Un giorno Yang Zongbao, il più giovane guerriero dell'illustre clan Yang, arrivò nella fortezza chiedendo il "legno doma-draghi" (降龍 木) per ordine di suo padre, Yang Yanzhao. Mu rifiutò, così combatterono in un duello che portò alla cattura di Yang Zongbao. Mentre quest'ultimo rifiutava di arrendersi e chiedeva di essere ucciso, Mu si ritrovò attratta dal suo prigioniero e gli avanzò coraggiosamente una proposta di matrimonio, che alla fine Yang Zongbao accettò. Dopo che Yang Zongbao rientrò e riferì l'accaduto, uno Yang Yanzhao infuriato ordinò l'esecuzione del figlio disonorato. Per salvare Yang Zongbao, Mu uscì dalla fortezza e si impegnò in una battaglia contro Yang Yanzhao, catturando anche lui. Mu si scusò con il futuro suocero e alla fine Yang Yanzhao accettò il matrimonio e diede il benvenuto a Mu nella sua famiglia e nelle sue truppe. 
Mu svolse un ruolo importante nella successiva battaglia contro le forze Khitan, specialmente nel rompere la loro inarrestabile Formazione della Porta Celeste (天 門 陣). 
Mu Guiying ebbe 2 figli con Yang Zongbao, il figlio Yang Wenguang e la figlia Yang Jinhua.

## Eredità
Mu Guiying è talvolta venerata come una dea della porta, di solito in collaborazione con Qin Liangyu. 
Il cratere Mu Guiying su Venere prende il nome da lei. 
Durante il periodo del Grande balzo in avanti della Cina (1958-1960), Mu Guiying fu ampiamente elogiata e fu istituita una Brigata Mu Guiying a guida femminile.

## Interpretazioni sullo schermo

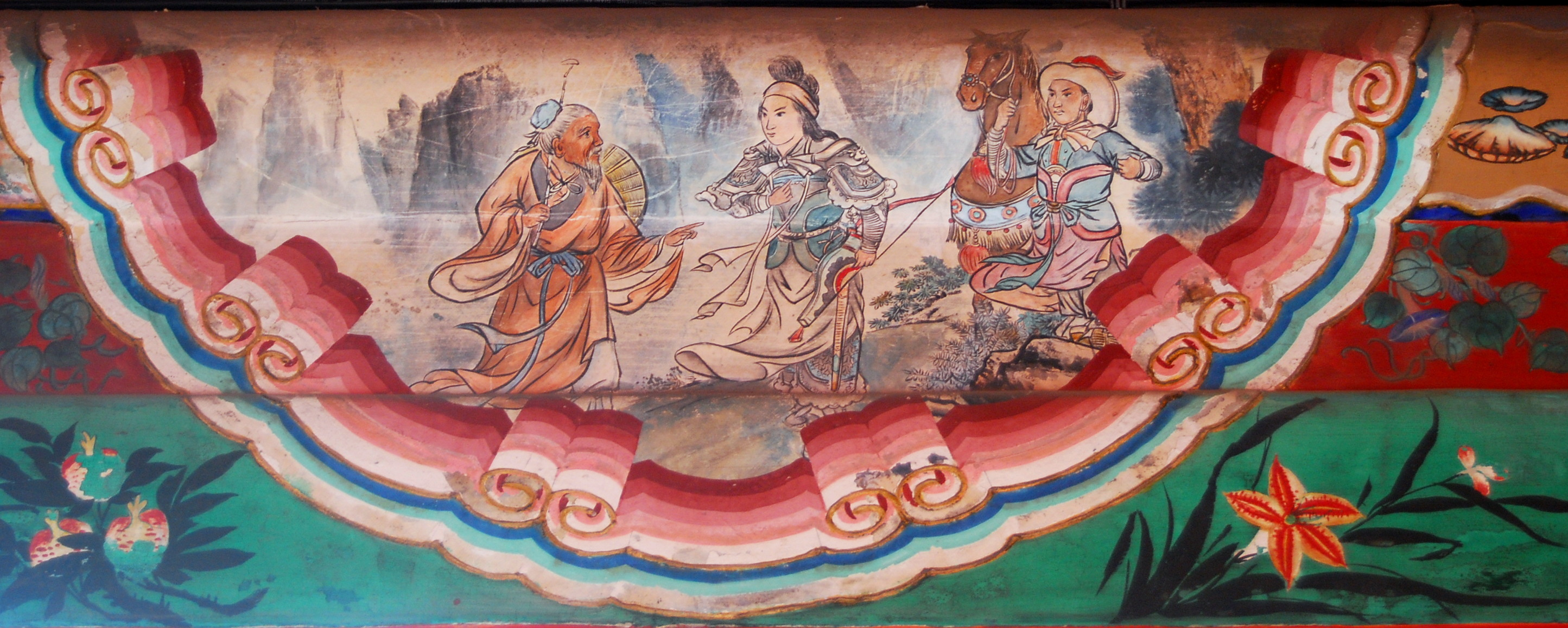
Un dipinto murale del XIX secolo nel lungo corridoio del Palazzo d'Estate, a Pechino, raffigurante Mu Guiying con un medico.

- Ivy Ling Po in Le 14 amazzoni (1972)
- Liza Wang in Young's Female Warrior (1981)
- Bonnie Ngai in A Courageous Clan: Mu Kuei-ying (1989)
- Zhang Yujia in Generali della famiglia Yang (1991)
- Mak Ging-ting in Heroic Legend of the Yang's Family & The Great General (1994)
- Amy Chan in The Heroine of the Yangs (1998)
- Ning Jing in Legendary Fighter: Yang's Heroine (2001)
- Fang Xiaoli in The Fire Commander (2001)
- Wang Si-yi in The Heroine Mu Guiying (2004)
- Cecilia Cheung in Legendary Amazons (2011)
- Miao Pu in Mu Guiying Takes Command (2011)
- Siqin Gaowa in Bai Yutang (2013)